# 青海猪毛菜
青海猪毛菜（学名：[Salsola chinghaiensis] 错误：{{Lang}}：文本有斜体标记（帮助））是苋科猪毛菜属的植物，是中国的特有植物。分布于中国大陆的青海等地，生长于海拔2,900米的地区，一般生长在草地含盐质土壤，目前尚未由人工引种栽培。